# أرارات، مدينة اللجوء

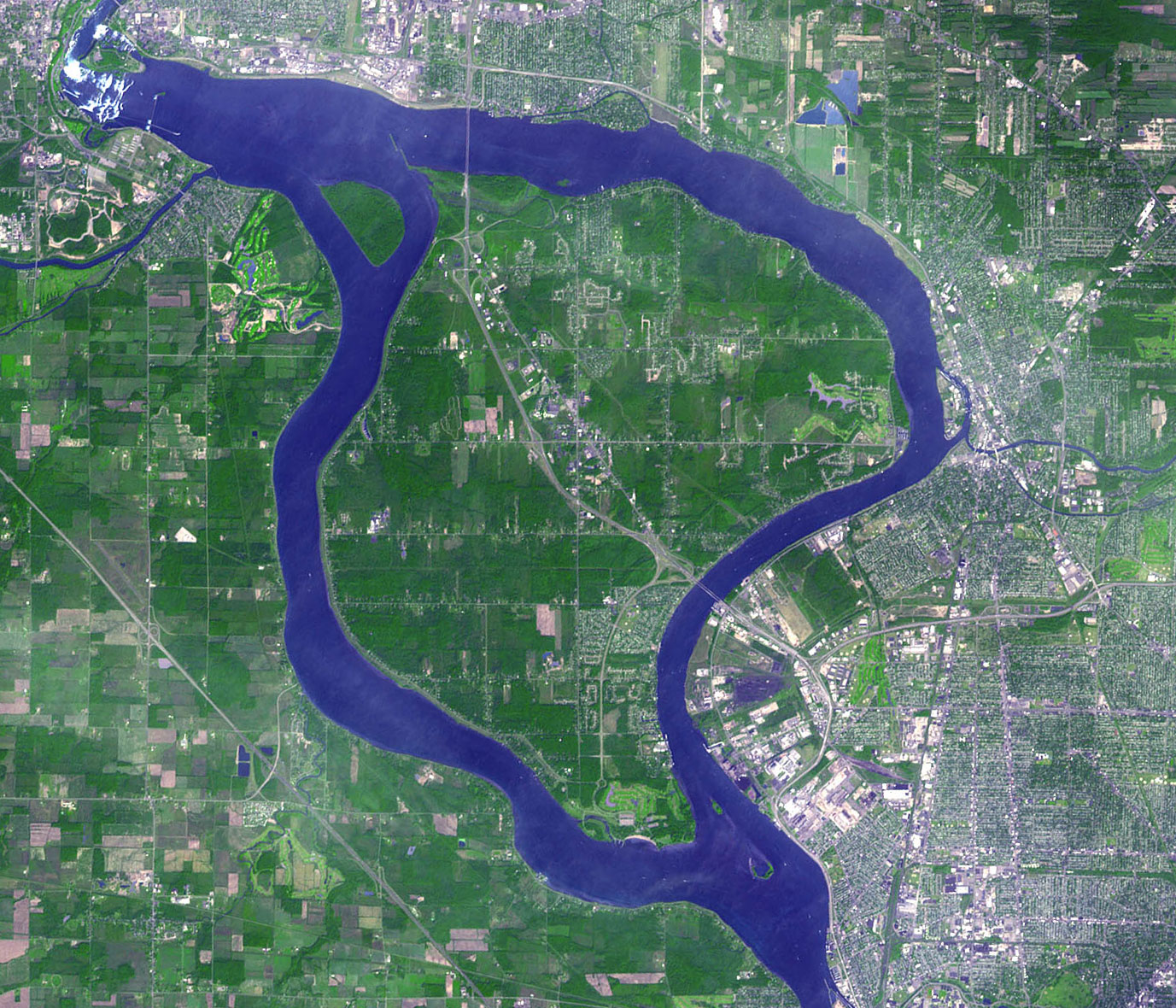

تأسست أرارات كمدينة لجوء للأمة اليهودية، في عام 1825 على يد مردخاي مانويل نوح، السياسي والكاتب المسرحي، في نيويورك والذي اشترى معظم جزيرة غراند آيلاند، 27 ميل مربع (70 كـم2) بالقرب من بوفالو في نيويورك. لم تعد هذه «مدينة يهودية».[بحاجة لمصدر]
قاد نوح موكبًا احتفاليًا إلى الموقع ووضع حجرًا رئيسيًا مع أقوال باللغة العبرية والإنجليزية:
«اسمع يا إسرائيل، الرب إلهنا رب واحد. أرارات، مدينة ملجأ لليهود، أسسها مردخاي مانويل نوح، في الشهر تشري، سبتمبر 1825 وذلك في العام 50 من الاستقلال الأمريكي.»
لم تجذب الفكرة العديد من الأتباع وبدأ مردخاي نوح في الدعوة إلى إقامة دولة يهودية في أرض إسرائيل، التي كانت جزءً من الدولة العثمانية.
وفي روايته القصيرة «سفينة نوح»، روى الكاتب البريطاني يسرائيل زانغويل قصة أرارات.

## روابط خارجية
- Oytsar Zichronosai، YD Eizenshteyn، NY 1930. (رقمنة واستضافته في hebrewbooks.org)
- تعيين أرارات: مشروع أوطان يهودية خيالية باستخدام الواقع المعزز، ينعش هذا المشروع خطة المارد مردخاي نوح عام 1825 غير المحققة لتحويل غراند آيلاند في نيويورك إلى أرارات، «مدينة ملجأ لليهود».